# Đảng Cộng sản Liên bang Nga
Đảng Cộng sản Liên bang Nga (tiếng Nga: Коммунистическая партия Российской Федерации, КПРФ; Kommunisticheskaya partiya Rossiyskoy Federatsii, KPRF) là một đảng chính trị ở Liên bang Nga, được coi là kế thừa Đảng Cộng sản Liên Xô, vốn bị cấm sau Cuộc đảo chính Xô viết năm 1991. Hiện nay là đảng chính trị lớn thứ 2 tại Liên bang Nga, sau Đảng Nước Nga Thống nhất và không phải là đảng cầm quyền. Tổ chức thanh niên của đảng là Komsomol Lênin của Liên bang Nga.

## Lịch sử

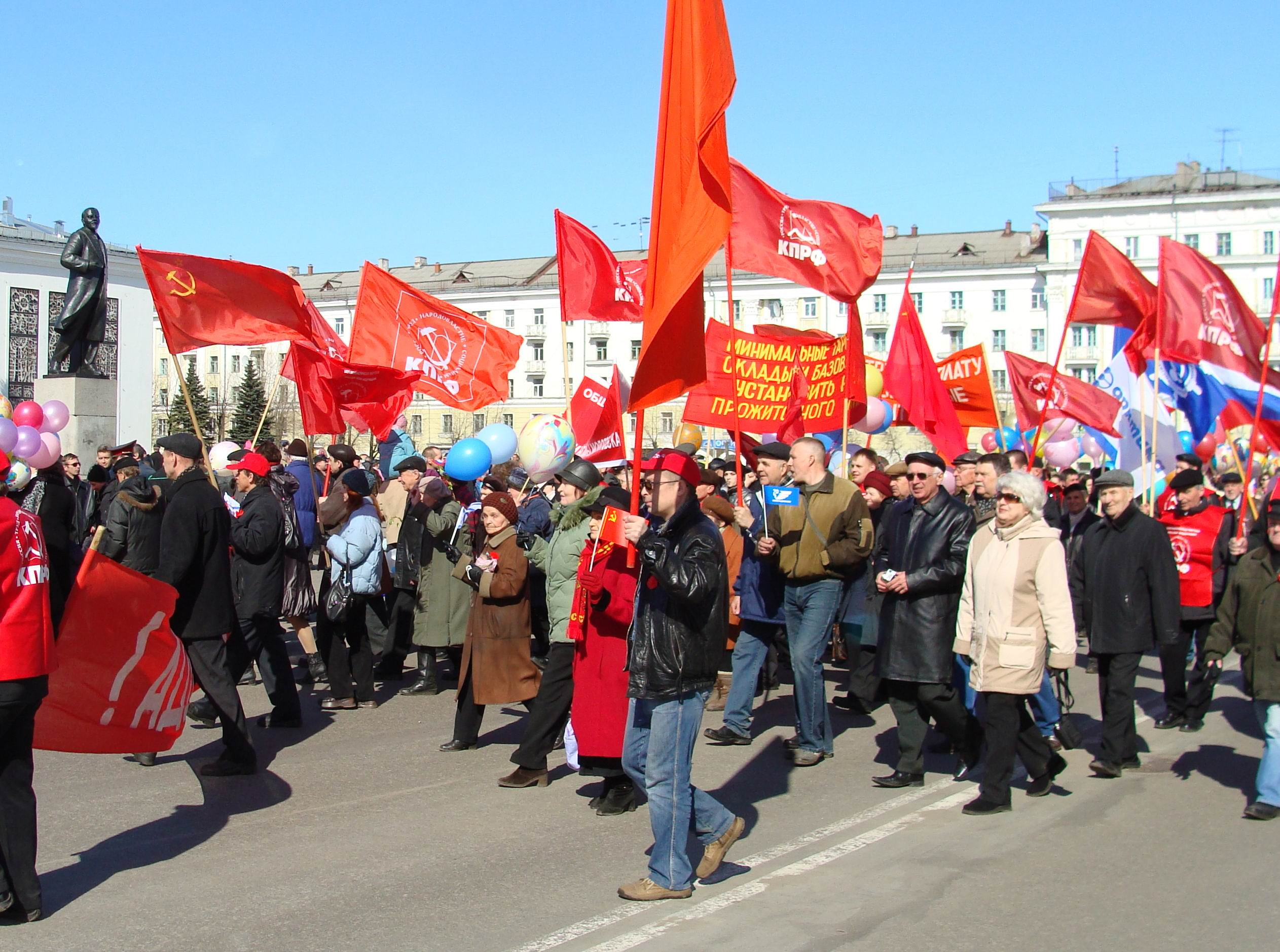
Đảng cộng sản diễu hành ngày lễ lao động 2009

Đảng được thành lập vào ngày 14 tháng 2 năm 1993 trong một Đại hội bất thường lần thứ hai và tự tuyên bố mình là sự kế thừa Đảng Cộng sản của nước Cộng hòa xã hội chủ nghĩa Xô viết Liên bang Nga.
Đảng được dẫn dắt bởi Gennady Zyuganov, người đồng sáng lập đảng vào đầu năm 1993 với các đảng viên cấp cao thuộc Liên Xô cũ là Yegor Kuzmich Ligachev và Anatoly Lukyanov và một số những người khác. Đây là chính đảng lớn thứ hai tại Nga và là đối trọng trong bầu cử của Đảng Nước Nga thống nhất cầm quyền.

## Bầu cử
| Region                  | 2003-2005 % | 2009 % |
| ----------------------- | ----------- | ------ |
| Arkhangelsk Oblast      | 8.61        | 16.67  |
| Bryansk Oblast          | 18.57       | 22.76  |
| Vladimir Oblast         | 20.33       | 27.75  |
| Volgograd Oblast        | 25.83       | 23.57  |
| Kabardino-Balkaria      | 8.69        | 8.36   |
| Karachay–Cherkessia     | 15.57       | 10.07  |
| Nenets Autonomous Okrug | 25.86       | 20.51  |
| Tatarstan               | 6.34        | 11.15  |
| Khakassia               | 7.04        | 14.69  |
| Total                   | 12.79       | 15.88  |

| Region           | 2003 % | 2007 % | 2011 % |
| ---------------- | ------ | ------ | ------ |
| Murmansk Oblast  | 7.44   | 17.47  | 21.76  |
| Komi Republic    | 8.72   | 14.23  | 13.46  |
| Vologda Oblast   | 8.77   | 13.44  | 16.78  |
| Leningrad Oblast | 9.05   | 17.07  | 17.31  |
| Sankt-Peterburg  | 8.48   | 16.02  | 15.50  |
| Pskov Oblast     | 15.17  | 19.41  | 25.13  |
| Moscow Oblast    | 9.67   | 18.81  | 19.35  |
| Oryol Oblast     | 16.28  | 17.58  | 31.98  |
| Samara Oblast    | 17.38  | 18.39  | 23.13  |
| Stavropol Krai   | 13.70  | 14.28  | 18.40  |
| Dagestan         | 18.31  | 6.64   | 8.38   |
| Omsk Oblast      | 16.23  | 22.90  | 21.87  |
| Tyumen Oblast    | 9.94   | 8.43   | 11.74  |
| Tomsk Oblast     | 12.60  | 13.37  | 22.39  |
| National         | 12.61  | 11.57  | 19.20  |